# Stephanie Grisham
Stephanie Ann Grisham, nascuda Sommerville (Colorado, 23 de juliol de 1976) és una comunicadora estatunidenca. Va ser la portaveu oficial, directora de comunicació i 30a secretària de premsa de la Casa Blanca d'ençà del mes de juliol del 2019 fins al 7 d'abril del 2020. Tot i que va romandre uns quants mesos a la Casa Blanca no va fer cap conferència de premsa. Va ser anteriorment una consellera de premsa de Donald Trump durant la seva campanya presidencial, i després de les eleccions fou membre de l'equip presidencial de transició de Trump.
El mateix 7 d'abril va assumir la funció de cap d'oficina de la primera Dama dels Estats Units, Melania Trump. Tanmateix, el 5 de gener de 2021, al voltant de les 19 hores (hora local a Washington DC), Grisham va dimitir del seu càrrec arran de les protestes al Capitoli.
Al setembre de 2021, va anunciar la publicació del seu llibre, unes memòries polèmiques sobre l'època durant la qual havia treballat per a l'administració Trump, I'll Take Your Questions Now.